# Nalbufin
Nalbufin je opioidní analgetikum používané pro léčbu bolesti. Podává se injekčně do žíly, svalu nebo tuku.
Mezi vedlejší účinky nalbufinu patří sedace, pocení, nevolnost, zvracení, závrať, sucho v ústech a bolest hlavy. Na rozdíl od většiny ostatních opioidů vyvolává Nalbufin jen slabou euforii a od určité dávky již dále nezesiluje útlum dýchacího centra. Je zde také téměř nulová incidence dysforie, disociativních stavů či halucinací, bere-li se lék v obvyklých terapeutických dávkách. Nalbufin je smíšený agonista-antagonista opioidových receptorů.
Nalbufin byl objeven roku 1965 a v roce 1979 byl ve Spojených státech amerických schválen Úřadem pro kontrolu potravin a léčiv.

## Předávkování
V případě předávkování nebo nežádoucí reakce lze, jako u většiny opioidů, intravenózně aplikovat naloxon jako specifické antidotum.

## Dostupnost v Česku
V Česku je k lednu 2019 registrován pouze jeden léčivý přípravek obsahující nalbufin, a to NALBUPHIN ORPHA - injekční roztok pro podkožní / intramuskulární / intravenózní injekci.